# Thần học Kitô giáo
Thần học Kitô giáo là lĩnh vực nghiên cứu về đức tin và thực hành Kitô giáo. Nền thần học này phân tích, phản biện dựa vào các văn bản Kinh Thánh là Cựu Ước và Tân Ước cũng như những truyền thống lịch sử của các Kitô hữu. Các nhà thần học Kitô giáo là những người am hiểu về giáo lý Kitô giáo, từ đó so sánh giữa Kitô giáo và truyền thống tôn giáo khác, họ bảo vệ Kitô giáo trước những học thuyết phê bình hoặc đối lập, hỗ trợ trong việc truyền giảng Kitô giáo. Thần học Hệ thống là một trụ cột quan trọng của thần học Kitô giáo, định ra các trật tự hợp lý và chặt chẽ về đức tin Kitô giáo. Thần học hệ thống dựa trên nền tảng là văn bản thiêng liêng của Kitô giáo, điều tra sự phát triển của giáo lý Kitô giáo trong lịch sử, đặc biệt là thông qua triết học tiến hóa.